# Curupironomus agassirii
Curupironomus agassirii is een krabbensoort uit de familie van de Cymonomidae. De wetenschappelijke naam van de soort is voor het eerst geldig gepubliceerd in 1899 door Alphonse Milne-Edwards & Bouvier.